# Фонсека Корралес, Элисабет
Элисабет Бернардита Фонсека Корралес (исп. Elizabeth Bernardita Fonseca Corrales; Эредиа, 20 августа 1949) — коста-риканская учёная-историк и политик, депутат Законодательного собрания Коста-Рики в 2006—2010 годах от Сан-Хосе, министр культуры и молодёжи в 2014—2015 годах. Фонсека получила докторскую степень по истории и американскому обществу Парижского университета. В 2010—2013 годах она была председателем Партии гражданского действия (PAC).

## Политическая карьера
Фонсека является одной из основателей Партии гражданского действия. В партии выступала координатором учебной и программной комиссии, отвечала за тематические комиссии, подготовившие «Призыв к костариканцам» (2001) и «Призыв к гражданам» (2005). Она была избрана депутатом от Сан-Хосе на всеобщих выборах 2006 года. Со своей партией активно выступала против Центральноамериканского соглашения о свободной торговле в 2006—2007 годах.
После отставки Альберто Каньяса Эскаланте Фонсека и врач Родриго Кабесас подали заявки на пост председателя (президента) PAC. В итоге 17 апреля 2010 года 33 из 52 голосов избрали Фонсеку, пообещавшую повысить институциональный авторитет партии. В 2013 году Фонсека как партийный лидер добилась открытых праймериз, в результате которых кандидатом в президенты от PAC был определён Луис Гильермо Солис. Он победит на всеобщих выборах, набрав 78 % голосов.
Фонсека считает, что PAC разрушила двухпартийную монополию в стране, сделав Партию социал-христианского единства (PUSC) партией меньшинства в Национальной ассамблее, в то время как Партия национального освобождения (PLN) сохранила ведущие позиции.
Фонсека была назначена министром культуры в 2014 году. Занимала должность около года с 8 мая 2014 по 12 мая 2015, но была вынуждена уйти в отставку из-за административных проблем.

## Награды
После публикации докторской диссертации в 1983 году Фонсека получила значительное академическое признание. Тема е' диссертации — аграрная и колониальная история Коста-Рики — помогла задокументировать раннюю историю страны.
- Национальная премия Акилео Х. Эчеверрия в области истории, 1984.
- Премия Клето Гонсалеса Викеса в области географии и истории, 1984.
- Профессор-резидент Академии географии и истории, Коста-Рика
- Член-корреспондент Аргентинской, Венесуэльской, Гватемальской и Португальской академий географии и истории.

## Публикации и исследования
Фонсека выступила автором или соавтором следующих книг и проектов:
- «Хуан Мануэль де Каньяс» (Juan Manuel de Cañas)
- «Колониальная Коста-Рика: Земля и люди» (Costa Rica colonial. La tierra y el hombre)
- «История коренного народа: Тукуррике» (Historia de un pueblo indígena: Tucurrique)
- «История: теория и методы» (Historia. Teoría y métodos).
- «Центральная Америка: её история» (Centroamérica. Su historia)
- «Всеобщая история Центральной Америки: Том II» (Historia General de Centroamérica. Tomo II)
- «Коста-Рика в 18 веке» (Costa Rica en el Siglo XVIII)